# Roar Ljøkelsøy
Roar Ljøkelsøy [roar ljekelsej], norveški smučarski skakalec, * 31. maj 1976, Orkdal, Norveška.
Ljøkelsøy se v mladosti ni najbolj uveljavil, prve vidnejše rezultate je začel dosegati šele pri 26 letih. Do takrat je zbral 3 uvrstitve med najboljše tri. Svojo prvo zmago je dosegel na tekmi v Saporu leta 2003, ta dosežek pa je ponovil še 10-krat. Velja za izrazitega letalca, saj je dvakratni svetovni prvak v poletih iz let  2004 in 2006, osvojil pa je tudi srebro in bron na svetovnem prvenstvu v Oberstdorfu. V  sezoni 2003/04 in sezoni 2004/05 je v svetovnem pokalu končal 2. za Ahonenom. V slednji sezoni mu je zmanjkalo 10 točk za osvojitev velikega kristalnega globusa. Na olimpijskih igrah v Torinu leta 2006 je osvojil dve bronasti medalji. 
Njegov najdaljši skok/polet meri 230,5 metra, ki ga je dosegel v Planici leta 2005. To je sedmi najdaljši skok na svetu.

## Dosežki

### Zmage
| Sezona  | Država/Prizorišče |
| ------- | ----------------- |
| 2002/03 | Saporo            |
| 2003/04 | Trondheim         |
| 2003/04 | Engelberg         |
| 2003/04 | Saporo            |
| 2003/04 | Saporo            |
| 2003/04 | Oberstdorf        |
| 2003/04 | Oslo              |
| 2003/04 | Lillehammer       |
| 2004/05 | Zakopane          |
| 2004/05 | Saporo            |
| 2005/06 | Saporo            |